# Мобілізаційна економіка
Мобілізаційна економіка — економіка, при якій відбувається владне сконцентроване управління сконцентрованими економічними ресурсами країни.
Метою мобілізаційної економіки є отримання необхідних економічних результатів з оптимальними витратами та за найкоротший строк.
Завдання з реалізації мобілізаційної економіки встановлюються виходячи з необхідних (очікуваних) результатів та якості й швидкості їх отримання.
Методологія забезпечення реалізації мобілізаційної економіки передбачає формування сукупності механізмів забезпечення реалізації мобілізаційної економіки.
Механізмами забезпечення реалізації мобілізаційної економіки можуть бути правові, управлінські, фінансові, економічні, суспільні, політичні та інші.
Серед механізмів можна виділити мобілізаційну націоналізацію, яка передбачає взяття під контроль держави виробництва та підприємства торгівлі, які задовільнять суспільно-економічні потреби.
Інструментарій для функціонування механізмів забезпечення реалізації мобілізаційної економіки об'єктивно зрозумілий й його необхідно розглядати в процесі виконання поставлених завдань.
Очікувані результати — забезпечення життєдіяльності країни, стале відновлення економічних процесів, відновлення та зростання економіки.